# Miroslav Berek
Miroslav Berek (10. dubna 1938 Ostrava – 31. prosince 2019) byl český lední hokejista a trenér. Patřil k tzv. obojživelníkům, nejvyšší soutěž hrál rovněž ve fotbale za Baník Ostrava. Žil v rakouském Feldkirchu.
Jeho bratr Bedřich Berek se také věnoval lednímu hokeji. Ve Vítkovicích byl členem tzv. „komářího útoku“ s Janem Gelnarem a Stanislavem Kurovským.

## Hokejová kariéra

### Hráč
V československé nejvyšší soutěži hrál v 50. a 60. letech 20. století za VŽKG Ostrava (Vítkovice), Slovan Bratislava, Duklu Jihlava (během základní vojenské služby) a Motor České Budějovice.

### Trenér
Po skončení hráčské kariéry se stal trenérem. V zahraničí vedl mj. mužstva VEU Feldkirch (1979–1981), EHC Chur (1982–1985), EHC Basel (1986–1988), EV Innsbruck (1992–1993), Schwenninger Wild Wings (1994–1995), Krefeld Pinguine (1995–1997), EC Bad Nauheim (1998–1999) a lichtenštejnský EHC Vaduz. Působil v nejvyšších soutěžích Rakouska, Švýcarska, Německa, Itálie a také v Alpenlize.
Trénoval reprezentační mužstvo Rakouska, reprezentační mužstvo Lichtenštejnska, mládežnické reprezentační týmy (Itálie U20, Rakousko U18 ženy), a rakouskou ženskou reprezentaci.

## Fotbalová kariéra
V československé lize odehrál za Baník Ostrava jedno celé utkání, aniž by skóroval (9. června 1957). V nižších soutěžích nastupoval také za VŽKG Ostrava (Vítkovice).

### Ligová bilance
| Ročník          | Zápasy | Góly | Minuty | Klub          |
| --------------- | ------ | ---- | ------ | ------------- |
| I. liga 1957/58 | 1      | 0    | 90     | Baník Ostrava |
| CELKEM I. LIGA  | 1      | 0    | 90     |               |